# Zubar
Zubar, također poznat kao stomatolog ili doktor dentalne medicine, je zdravstveni stručnjak specijaliziran za dijagnostiku, prevenciju i liječenje bolesti, poremećaja i stanja usne šupljine. Područje dentalne medicine obuhvaća ne samo zube, desni i vezivno tkivo, nego i mišiće čeljusti i lica te živčani sustav glave i vrata.
Praksa stomatologije seže u daleku prošlost, s dokazima o dentalnim tretmanima koji datiraju još iz 7000. prije Krista u Induskoj dolini. Suvremena stomatologija počela se razvijati u 18. stoljeću u Europi, a značajno je napredovala s tehnološkim inovacijama i boljim razumijevanjem oralnog zdravlja.
Danas stomatolozi koriste raznovrsne tehnike i alate za liječenje, uključujući digitalnu dijagnostiku kao što su panoramski snimci (ortopan) i CT usne šupljine, laserske tehnologije za liječenje desni i minimalno invazivne tehnike popravka zuba. Osim liječenja bolesti, stomatolozi također obavljaju estetske zahvate poput izbjeljivanja zuba, postavljanja porculanskih ljuskica i ortodontskih intervencija za ispravljanje položaja zuba.
Obrazovanje za stomatologe varira ovisno o zemlji, ali obično uključuje sveučilišnu diplomu iz dentalne medicine ili dentalne kirurgije, koji se dobiva nakon završetka preddiplomskog studija i uspješnog polaganja stručnih ispita. Nakon toga, stomatolozi se mogu specijalizirati u različitim područjima kao što su ortodoncija, parodontologija, pedijatrijska stomatologija, oralna kirurgija i endodoncija.
Stomatolozi igraju ključnu ulogu u promicanju oralnog zdravlja i općeg blagostanja, pružajući temeljnu zdravstvenu zaštitu koja pomaže u očuvanju i poboljšanju kvalitete života svojih pacijenata.